# 高世泰
高世泰（？—？），字彙旃，南直隸無錫縣人。明末清初政治人物。

## 生平
崇禎九年（1636年）舉丙子科應天鄉試第六名，崇祯十年（1637年）聯捷丁丑科進士。吏部观政，本年六月授礼部主客司主事，提督二館，十二年任廣東鄉試正主考，升本司员外，十一月升主客司郎中，崇禎十三年（1640年），任湖广按察使司僉事，提督学政。晚年重建东林书院燕居廟，讲学其中。

## 家族
曾祖高林，举人、知县，祀名宦乡贤，赠资德大夫太子少保兵部尚书；祖父高德徵，监生，以子攀龙恤赠官同前；父高士鶴，太学生。从父高攀龙。
子高蓮生，有文行，事嗣母郑氏以孝闻。又弟高肇升亦笃行，世其家学。